# 神界II
《神界II》是2009年发行的动作角色扮演游戏，由Larian Studios开发。本作是神界系列的第三部作品，也是该系列首部登陆游戏机的作品。初发行时本作的副标题为“龙裔”（拉丁語：Ego Draconis）。2011年推出了包含资料片《复仇之炎》（Flames of Vengeance）的《神界II：龙骑士传奇》（Divinity II: The Dragon Knight Saga）。2012年推出《神界II：导演剪辑版》（Divinity II: Developer's Cut）
本作中，玩家除了像传统的第三人称动作角色扮演游戏一样操作一个人类进行游戏外，还可变身成龙进行空战。